# Daren James
Daren James ist ein malaysischer Leichtathlet, der sich auf den Hindernislauf spezialisiert hat.

## Sportliche Laufbahn
Erste internationale Erfahrungen sammelte Daren James im Jahr 2023, als er bei den Südostasienspielen in Phnom Penh in 9:24,21 min den siebten Platz über 3000 m Hindernis belegte und im 5000-Meter-Lauf mit 15:48,96 min auf Rang 14 gelangte.
2022 wurde James malaysischer Meister im 3000-Meter-Hindernislauf.

## Persönliche Bestleistungen
- 5000 Meter: 15:07,14 min, 17. September 2022 in Kuala Lumpur
- 3000 m Hindernis: 9:24,21 min, 10. Mai 2023 in Phnom Penh